# Bárbara Sánchez-Kane
Barbara Sánchez-Kane (Mérida, Yucatán, México, 4 de noviembre de 1987) es una diseñadora de moda masculina mexicana, conocida por su estilo experimental y la postura política que refleja en sus diseños

## Primeros años
Nació en Mérida, Yucatán y su madre es una ciudadana norteamericana Cursó la licenciatura en ingeniería industrial en la Universidad Anáhuac terminándola en 2015, posteriormente cursó otra licenciatura, ahora en diseño de moda, en Polimoda en Florencia.
Como feminista, aboga por la igualdad de género y se ha expresado en contra del presidente de los Estados Unidos, Donald Trump y sus políticas anti-mexicanas.

## Carrera
En 2016, Sánchez-Kane presentó su trabajo en el show de VFILES en Nueva York. La colección tuvo como nombre "Citizen" (ciudadano) e incluía referencias a la campaña electoral de Donald Trump, México y problemas de la comunidad LGBT.
En 2017 mostró su trabajo en la Semana de Moda de la Nueva York, sus modelos tenían la frase, "hechos alternativos" pintada en la cara como si fueran bigotes, el nombre de la colección era "Men without Fear" (Hombres sin miedo), su trabajo en el desfile se basó en su herencia mexicana y sus sentimientos con referencias  extraídas de dibujos de periódicos y sus recuerdos de la infancia. Al mismo tiempo, su colección hacía referencia a la crisis de agua que se sufre en distintas partes del mundo
En 2017,  presentó un performance llamado "Deseo de un placer absurdo", con la artista, Orly Anan, en el evento Noche Blanca en Mérida.
El nombre de su marca es homónimo y retoma únicamente sus apellidos. Barbara la ha descrito como "una marca de ropa mexicana curada por el caos emocional." Esta se lanzó en 2015. La marca llamó la atención de Vogue Italia el mismo año con una línea de ropa llamada "Catch as catch can" que incluía máscaras de lucha libre mexicana.